# Helga-Stöver-Park

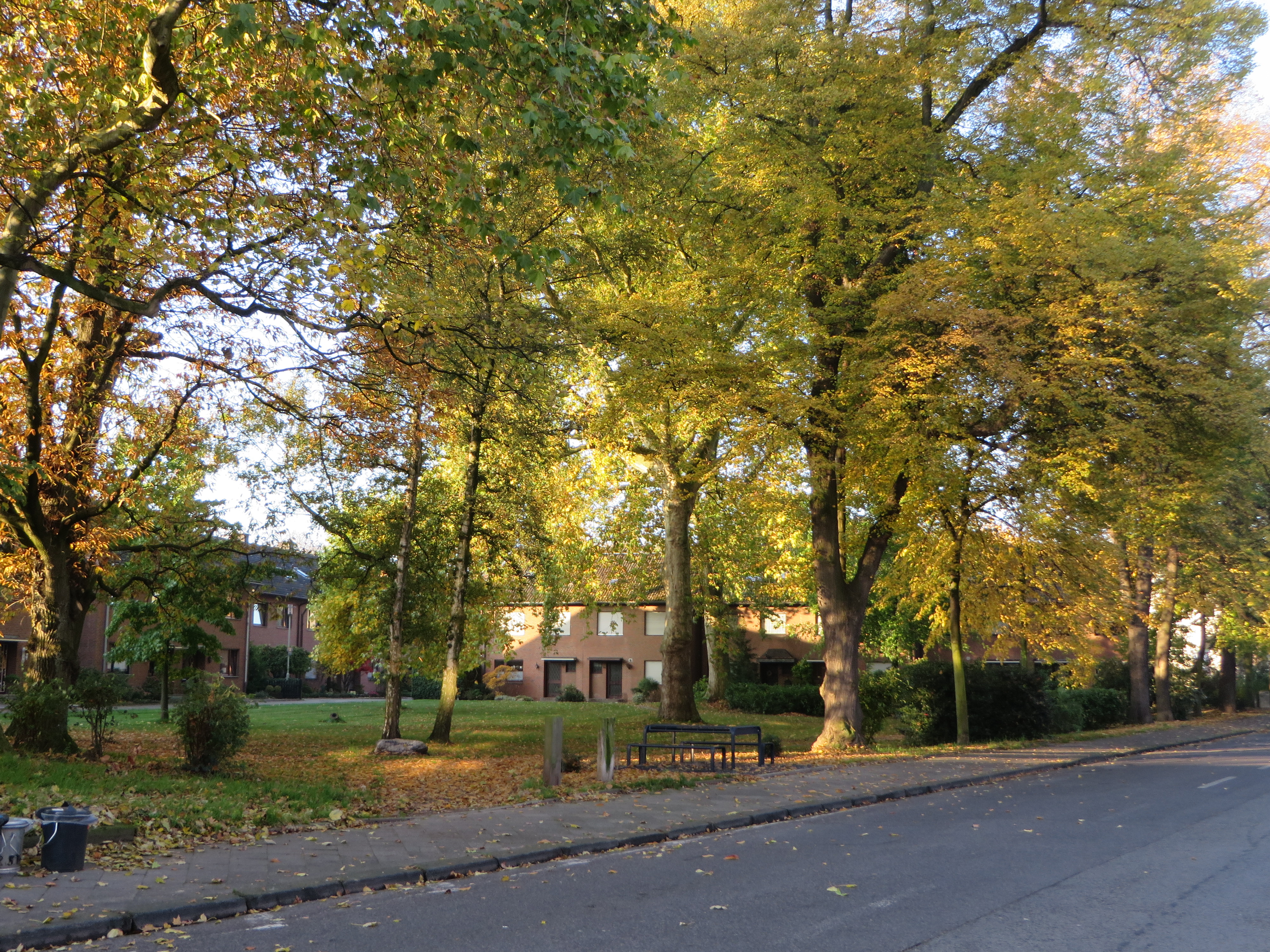
Helga-Stöver-Park am 27. Oktober 2015 mit Namensstein und Sitzgruppe, Blick aus Richtung Neusser Straße

Der Helga-Stöver-Park ist eine Parkanlage von 0,2 Hektar Größe in der Stadt Mönchengladbach, Stadtteil Lürrip, an der Neusser Straße. Sein Name erinnert an die Mönchengladbacher Pädagogin Helga Stöver. Die Geschichte des Parks spiegelt den Strukturwandel der Stadt Mönchengladbach wider.

## Geschichte

### 1806: Bauernland mit forstwirtschaftlicher Nutzung

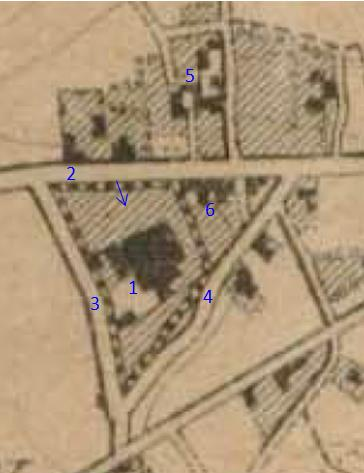
Bild 2: Karte der Stadt Mönchengladbach, 1872. Pfeil: Gelände des späteren Helga-Stöver-Parks, Erläuterungen siehe Text.

Das kleine, von Wohnhäusern und der Neusser Straße eingerahmte Areal des Helga-Stöver-Parks war zu Beginn des 19. Jahrhunderts Teil eines Gebietes, das von den anliegenden Lürriper Höfen als Wald (Baumgarten, Holzung, Waldweide u. a.) bewirtschaftet wurde. Dies ergibt sich aus der Tranchotkarte (Bild 1), die dieses Waldgebiet zwischen dem später zur Neusser Straße ausgebauten Verkehrsweg im Norden und dem damals weiter südlich vorbeifließenden Gladbach ausweist.

Bild 1: Die Lage des späteren Helga-Stöver-Parks in der Tranchotkarte (1803–1820)

Das spätere Parkgelände wurde damals, laut Legende der Tranchotkarte, als Baum- oder Obstgarten (les vergers) genutzt.
Weiteren Aufschluss gibt das Urkataster von 1812. Danach war das heutige Parkgelände Teil der großen Parzelle Flur D Nummer 705 mit der Flurbezeichnung Im Lürriper Forst. Die Parzelle gehörte zu diesem Zeitpunkt dem damals nördlich der Neusser Straße liegenden Nakatenhof und war, gemäß der angegebenen Nutzungsart, eine (Baum-)Pflanzung (plant. = plantation).

### 1872: Garten von Fabrikanten
Im Zuge des industriellen Aufschwungs der Stadt Mönchengladbach zum sogenannten niederrheinischen Manchester und wegen der damit einhergehenden Verknappung industriell nutzbarer Flächen im Stadtgebiet, suchten Unternehmer auch in der Umgebung der Stadt nach geeigneten Fabrikstandorten. Die besagte Parzelle 705 war attraktiv, weil sie auch größeren Fabrikanlagen Raum bot und weil sie seit dem 1850 erfolgten Ausbau der Neusser Straße zur Communal-Chaussee von Neuss nach Gladbach direkten Anschluss an die Verkehrsinfrastruktur des Niederrheins besaß.
Aus Verkäufersicht mag zudem eine Rolle gespielt haben, dass, gleichzeitig mit der Industrialisierung, die Forstwirtschaft zur Gewinnung von Nutz- und Schlagholz im damaligen Landkreis Gladbach an Bedeutung verlor. Dies war ein Prozess, in dem zunehmend der traditionelle Fachwerkbau durch Ziegelmauerwerk und das bis dahin wichtige Brennholz durch die anfangs mit dem Schiff über den Nordkanal, später mit der Aachen-Düsseldorf-Ruhrorter Eisenbahn aus dem Ruhrgebiet herangefahrene Steinkohle ersetzt wurden, während gleichzeitig Waldflächen in Ackerland und Industriestandorte umgewandelt wurden, ersteres zwecks Versorgung der wachsenden Bevölkerung mit Nahrungsmitteln.
Parzelle 705 wurde so, wie sich aus einer 1872 herausgegebenen Übersichtskarte der Stadt Mönchengladbach ergibt (Bild 2, Ausschnitt), zu einem der ersten Standorte der Textilindustrie im Mönchengladbacher Stadtteil Lürrip.
Die Karte zeigt ein großes Fabrikgebäude (1) innerhalb eines von einer Mauer umgebenen Geländes, auf dem ab 1879 die Weberei Cornely & Cie., Neusser Straße 98, zwischen Neusser Straße (2), Im Dommer (3) und Kopernikusstraße (4) nachgewiesen ist.
Das Fabrikgebäude war mit beträchtlichem Abstand zur Neusser Straße errichtet worden, die Fläche des späteren Helga-Stöver-Parks blieb, auch in der Folge, unbebaut. In der Nachbarschaft liegen der Nakatenhof (5) und die mittlerweile an der Neusser Straße errichtete Wohnbebauung (6).

Ein Luftbild aus dem Jahr 1956 (Bild 3) belegt, dass auf dem inzwischen auf die Mechanische Weberei Eduard Funck übergegangenen Fabrikgelände im Bereich des späteren Helga-Stöver-Parks ein bereits alter Baumbestand gepflegt wurde. 

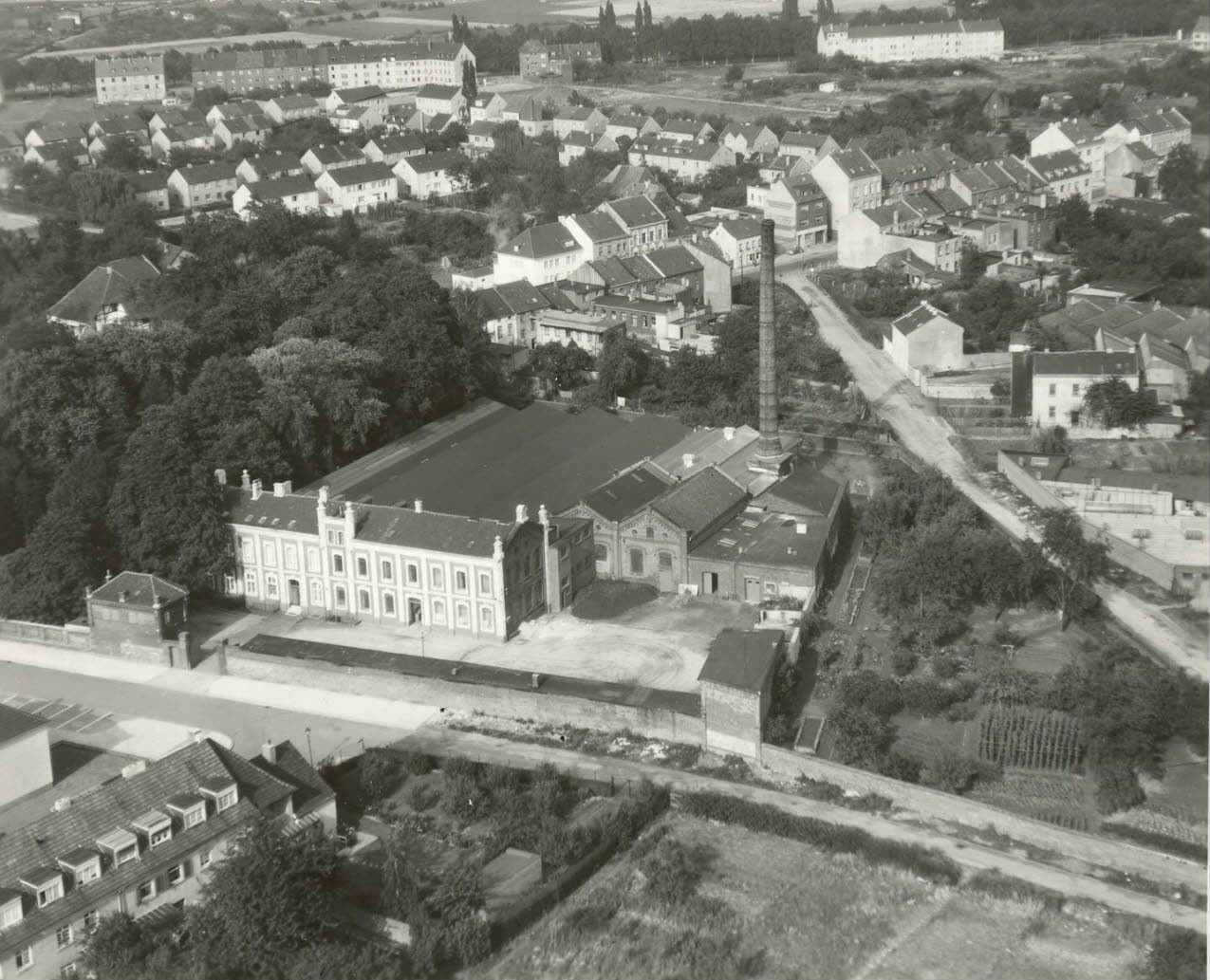
Bild 3: Mechanische Weberei Eduard Funck KG, Neusser Straße 98 am 14. November 1956. Das baumbestandene Gelände am linken Bildrand wurde später teilweise zum Helga-Stöver-Park; zwischen den Baumkronen das Dach des Nakatenhofs.

Der Stadtplan von 1961 (Bild 4, Ausschnitt) zeigt, dass die Grünfläche zwischen dem Fabrikgebäude der Mechanischen Weberei Funck und der Neusser Straße damals als Garten hergerichtet war, auch ein Teich war dort angelegt worden.

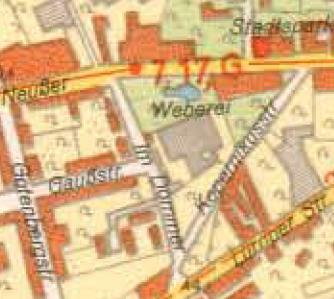
Bild 4: Plan der Stadt Mönchengladbach, 1961. Helga Stöver wohnte in der Gaußstraße (linke Bildhälfte). Weiteres siehe Text.

### Nach 1976 bis heute: öffentliche Kleinparkanlage
Die industrielle Nutzung des Areals im Dreieck aus Neusser Straße, Im Dommer und Kopernikusstraße endete in der Zeit des allgemeinen Niedergangs der Mönchengladbacher Textilindustrie. Anfang 1976 erteilte das Bauordnungsamt der Stadt Mönchengladbach die Genehmigung zum Abbruch der Fabrik- und Verwaltungsgebäude.
Der Flächennutzungsplan sah nun eine Wohnbebauung vor, die verbliebene Fläche des ehemaligen Gartens wurde in eine öffentliche Kleinparkanlage umgewandelt.

### Die Nachbarschaftsinitiative Helga-Stöver-Park

#### Der Name Helga-Stöver-Park
2012 gewann die Nachbarschaftsinitiative Helga-Stöver-Park die Bezirksvertretung Mönchengladbach-Ost für die Idee, die Kleinparkanlage nach der Lürriperin Helga Stöver zu benennen. Die Westdeutsche Zeitung berichtete hierüber am 9. November 2012 (siehe Weblinks).
Die positive Entscheidung wurde bereits im Amtsblatt der Stadt Mönchengladbach vom 15. Mai 2013 (Nummer 11) veröffentlicht.

#### Neue Gestaltungselemente
Auch die weitere Ausgestaltung des Parks geht auf die Nachbarschaftsinitiative zurück.
- Am 3. Oktober 2013 wurde im Park ein Namensstein zu Ehren Helga Stövers enthüllt (siehe Weblinks). Der Stein war von einem Mitglied der Bezirksvertretung unentgeltlich bearbeitet worden.
- Ein Schild mit einer kurzen Erläuterung des Parknamens folgte 2014.
- Seit 2015 lädt eine fest installierte Sitzgruppe zum Verweilen ein.

## Galerie

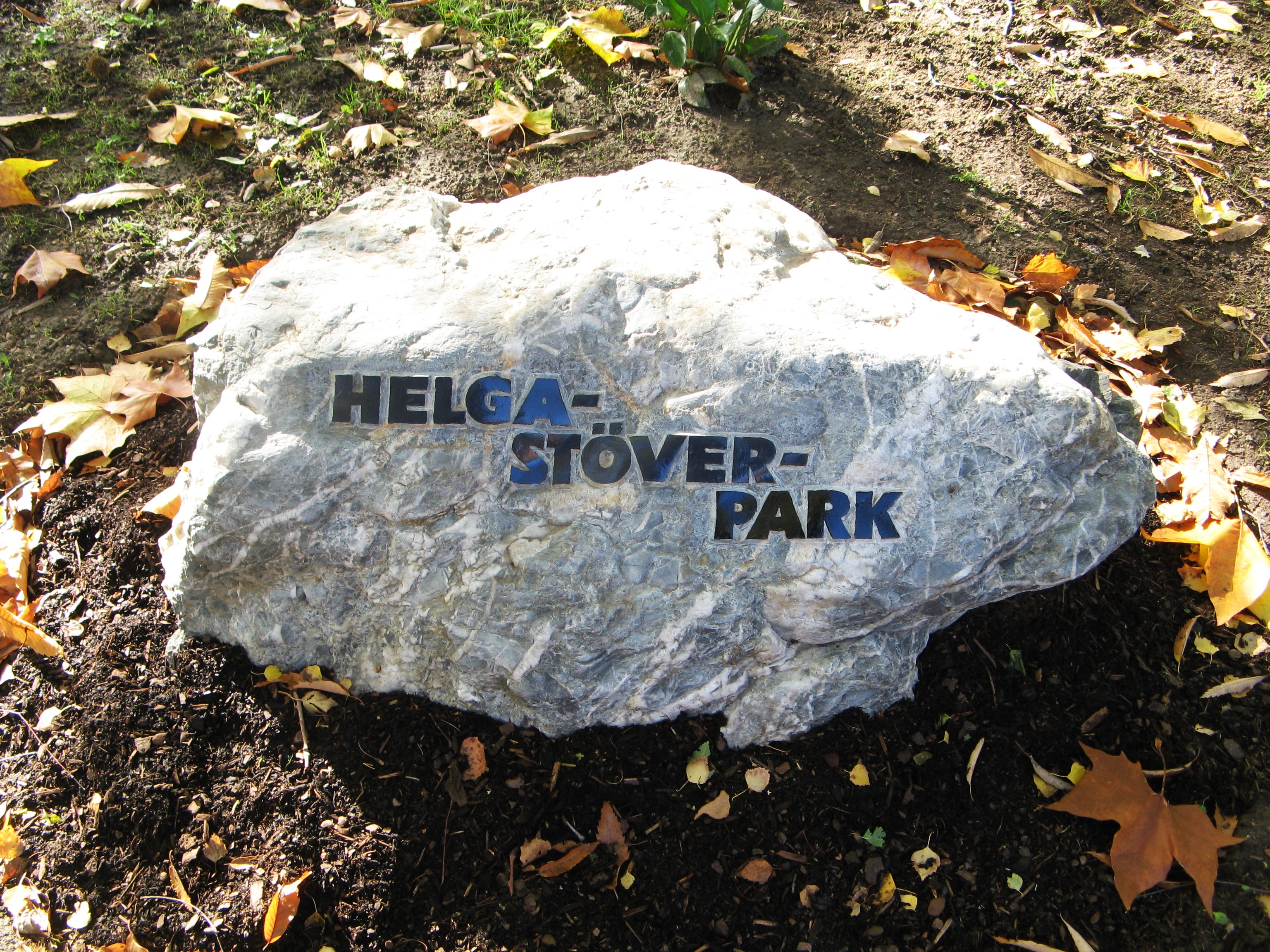
Namensstein mit Namensinschrift im Helga-Stöver-Park
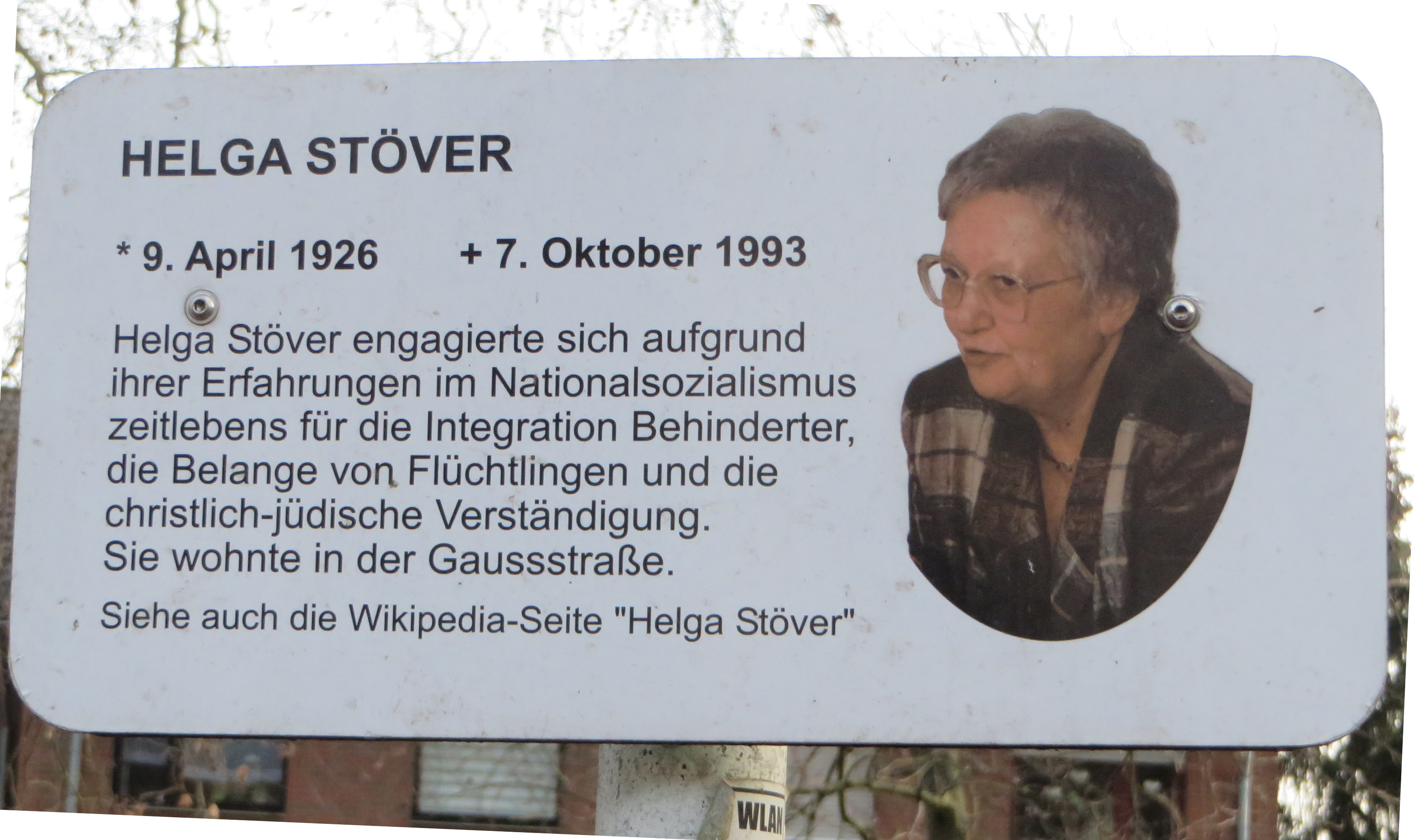
Hinweisschild im Park, 19. Januar 2019
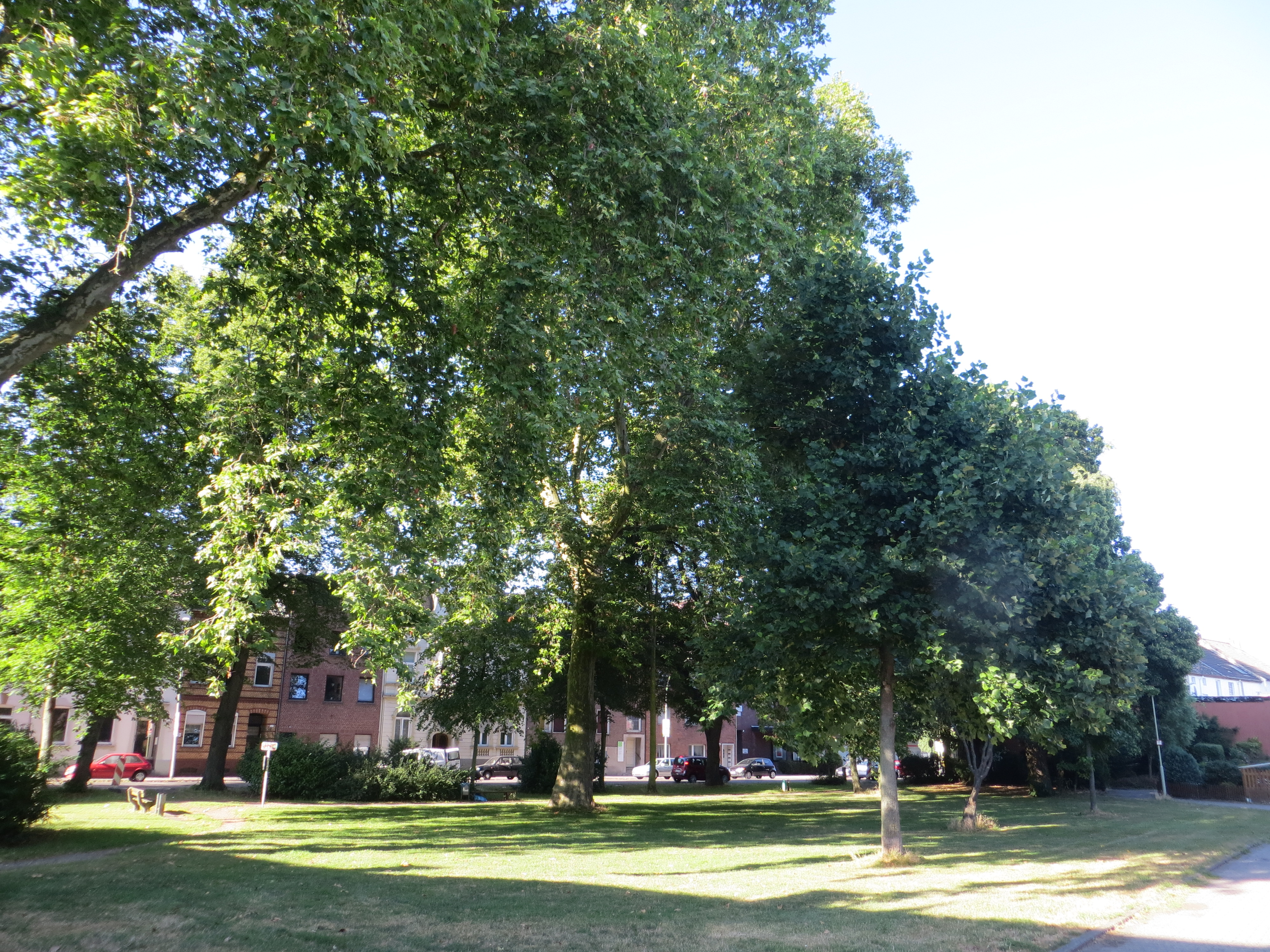
Helga-Stöver-Park am 1. August 2013, Blick in Richtung Neusser Straße
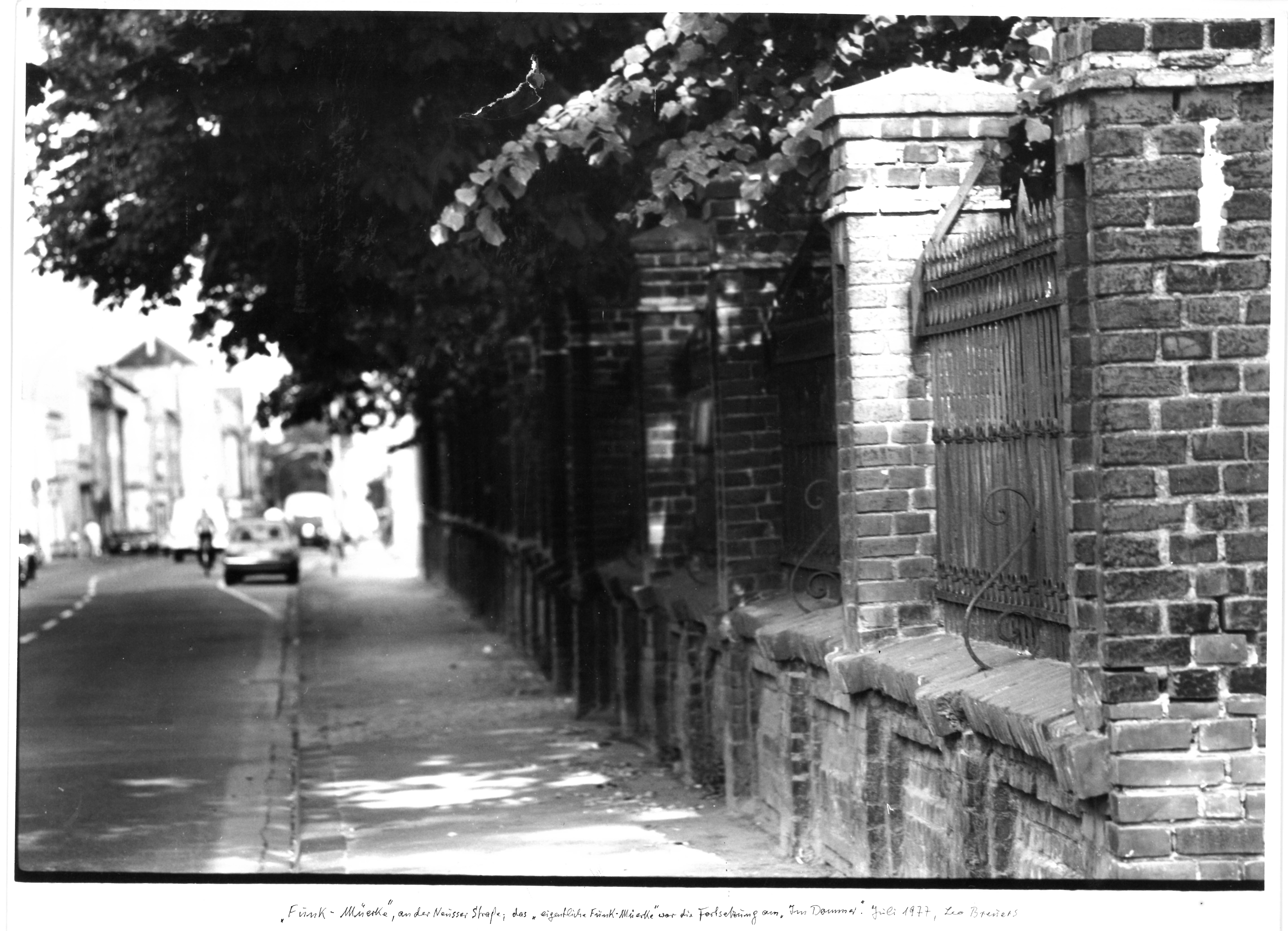
„Funk-Müerke“ an der Neusser Straße (1977). Man beachte die Notiz am unteren Bildrand.
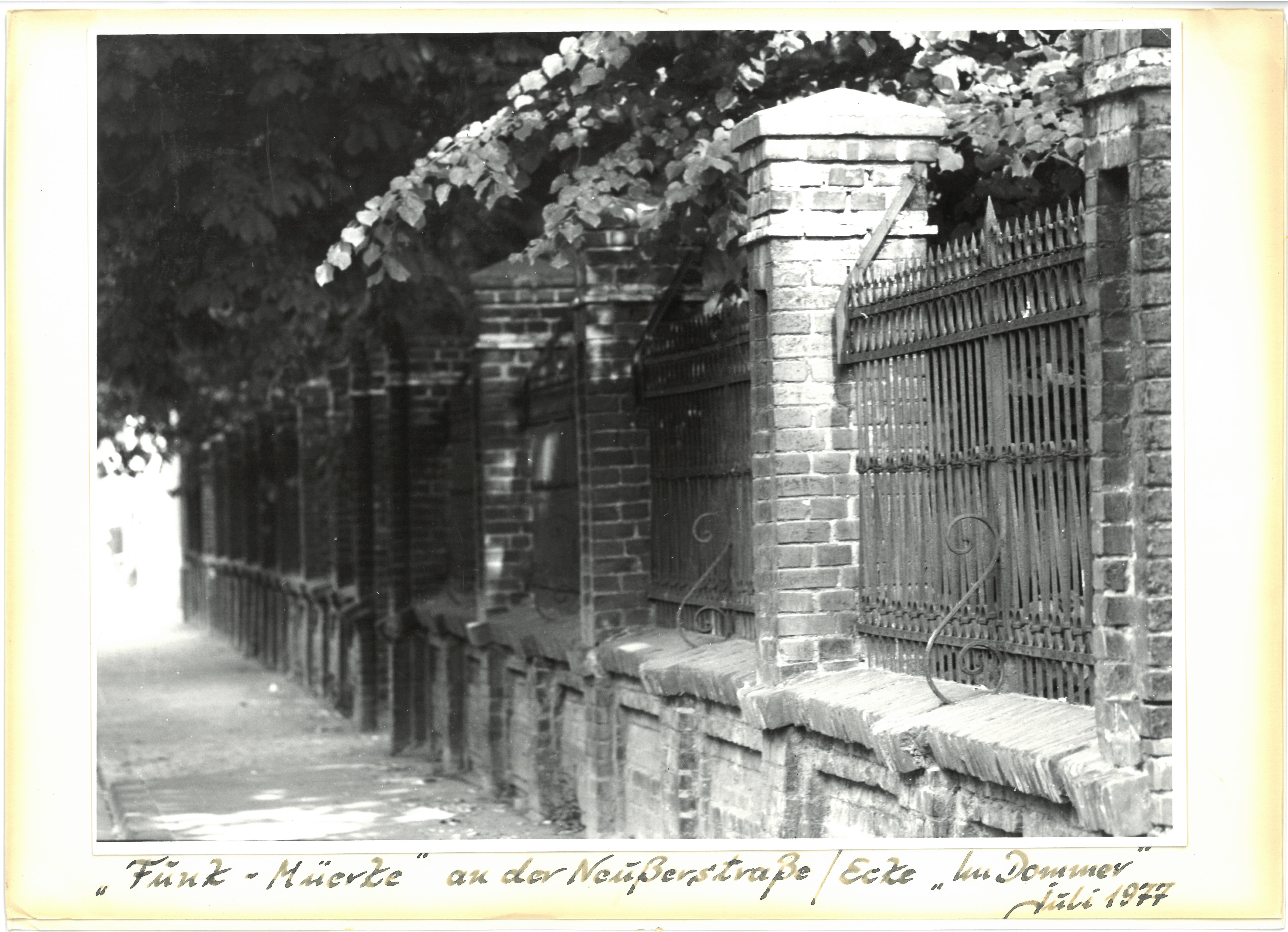
„Funk-Müerke“ an der Neusser Straße Ecke Im Dommer, Juli 1977